# Općina Braslovče
Općina Braslovče (slo.:Občina Braslovče) je općina u središnjoj Sloveniji u pokrajini Štajerskoj i statističkoj regiji Savinjskoj. Središte općine je naselje Braslovče s 371 stanovnikom.

## Zemljopis
Općina Braslovče nalazi se u središnjem dijelu Slovenije, u južnoj Štajerskoj. Općina obuhvaća zapadni dio Celjske kotline. Središnji dio općine je dolina rijeke Savinje. Na zapadu općine pruža se planina Stradovnik.
U općini vlada umjereno kontinentalna klima. Najvažniji vodotok u općini je rijeka Savinja. Pored nje važna je i njen pritok Paka. Svi ostali vodotoci su mali i njihovi su pritoci.

## Naselja u općini
Braslovče, Dobrovlje, Glinje, Gomilsko, Grajska vas, Kamenče, Letuš, Male Braslovče, Orla vas, Parižlje, Podgorje pri Letušu, Podvrh, Poljče, Preserje, Rakovlje, Spodnje Gorče, Šentrupert, Šmatevž, Topovlje, Trnava, Zakl, Zgornje Gorče

## Vanjske poveznice
- Službena stranica općine